# Agan
Agan (ros. Аган) – rzeka w azjatyckiej części Rosji, na Nizinie Zachodniosyberyjskiej, w Chanty-Mansyjskim Okręgu Autonomicznym – Jugrze.
Agan jest lewym dopływem rzeki Tromjogan, wpada do niej tuż przed tym, jak Tromjegan wpada do Obu, stąd Agan uchodzi niekiedy za dopływ Obu.
Agan ma 544 km. długości a jego dorzecze – 32.200 km².
Rzeka zasilana jest głównie wodami z roztopów i letnich deszczów, stąd maksymalne wielkości przepływu wód notuje się w okresie wiosenno-letnim. Istnieją duże różnice w ilości przepływającej wody pomiędzy okresami wiosenno-letnim i jesienno-zimowym, średni przepływ wody to 260 m³/s.
Rzeka zamarza od końca listopada do maja.
Na brzegu Aganu leży m.in. miasto Radużny (47904 mieszkańców – 2005 r.).